# Почётный донор СССР

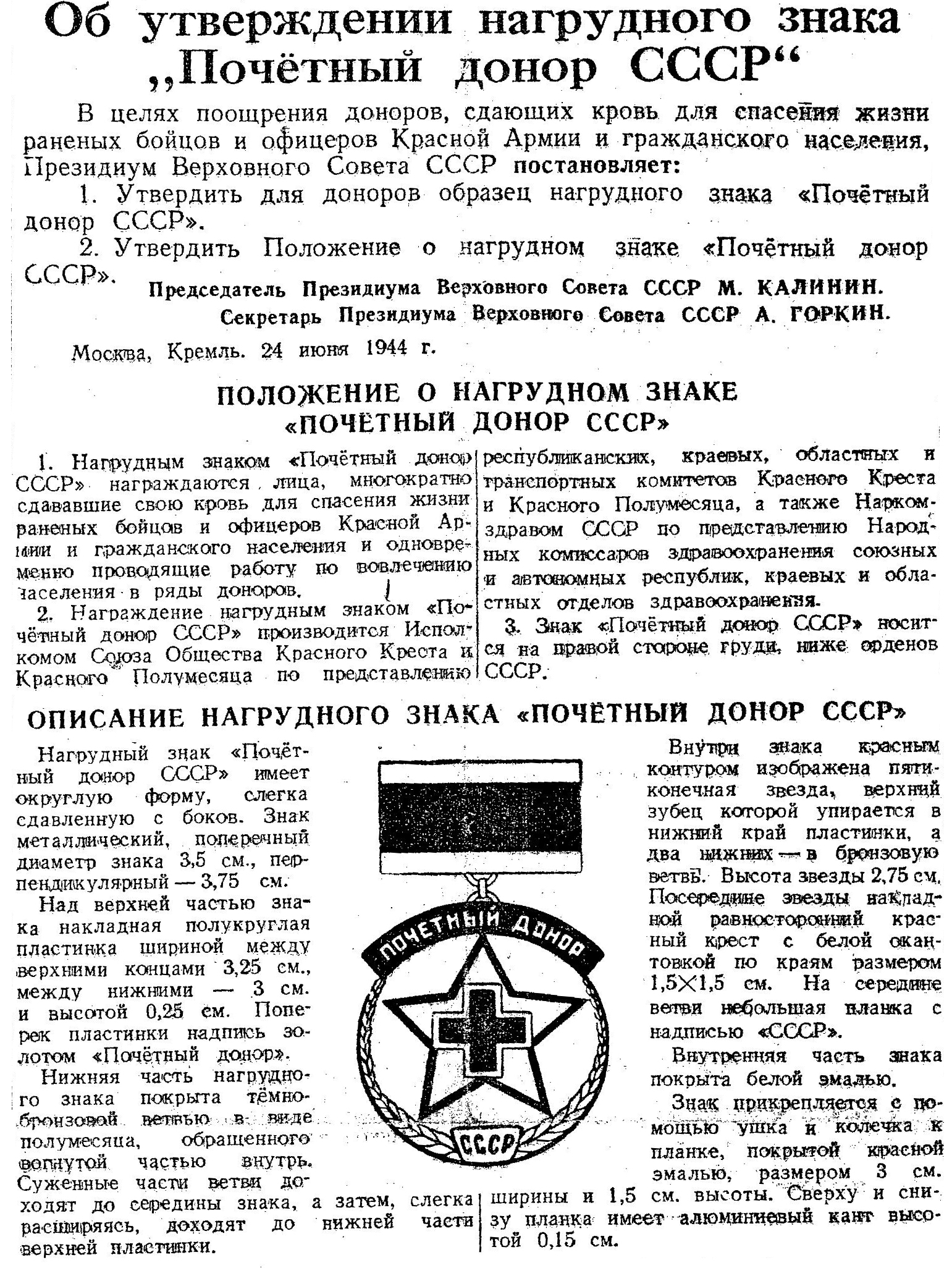

Почётный донор СССР — нагрудный знак, утвержденный Указом Президиума Верховного Совета СССР от 24 июня 1944 года.

## Порядок вручения
Нагрудным знаком «Почётный донор СССР» награждались лица, многократно сдавшие кровь для спасения жизни больных и пострадавших при защите социалистического Отечества, охране Государственной границы СССР и общественного порядка, стихийных бедствиях и несчастных случаях, одновременно проводящие работу по вовлечению населения в ряды доноров.
Награждение нагрудным знаком «Почётный донор СССР» производилось Исполнительным комитетом Союза обществ Красного Креста и Красного Полумесяца СССР, Министерством здравоохранения СССР, начальником Центрального военно — медицинского управления Министерства обороны СССР, начальником Медицинского управления Министерства внутренних дел СССР и начальником Военно — медицинского управления Комитета государственной безопасности СССР.
Порядок представления к награждению нагрудным знаком «Почётный донор СССР» утверждалось совместно Исполнительным комитетом Союза обществ Красного Креста и Красного Полумесяца СССР, Министерством здравоохранения СССР и соответствующими медицинскими службами Министерства обороны СССР, Министерства внутренних дел СССР, Комитета государственной безопасности СССР.
Нагрудный знак «Почетный донор СССР» носится на правой стороне груди и располагается ниже государственных наград СССР. Вместе с нагрудным знаком «Почётный донор СССР» награждённому вручалось удостоверение установленного образца. Для поощрения доноров были учреждены также знаки «Донор СССР» трёх степеней и «Капля крови».

## История
В 1980—1990-х годах к знаку при вручении добавлялась его уменьшенная копия (фрачный знак или фрачник), и удостоверение о присвоении звания. Сколько было выдано фрачников точно неизвестно, но, предположительно, около 12000 штук. И знак, и фрачник изготовлялись из алюминия и крепились к одежде с помощью булавки. Врачи и доноры данный знак называют «Орденом крови».
К моменту получения звания «Почётный донор СССР» доноры, по состоянию на 1991 год, в среднем сдавали 22 литра крови.
Были случаи помощи советских доноров пострадавшим в Африке. Так, 19 апреля 1984 года после взрыва здания в ангольском городе Уамбо понадобилась кровь для переливания пострадавшим. Первыми на помощь раненым пришли советские медики и военные советники. В том же году после подрыва диверсантами немецкого судна «Арендзее» в порту Луанды советские граждане отдали донорскую кровь немецким морякам.
Лица, награждённые нагрудным знаком «Почётный донор СССР», пользуются всеми льготами «Почётного донора России».

## Количество награждённых
В российских источниках около 175 000 человек.

## Другие звания и награды для почётных доноров в СССР
- Почётный донор Общества красного креста РСФСР
- Почётный донор Общества красного креста УССР
- Почётный донор Общества красного креста БССР

и др….
(В украинских источниках, в 1991 году звание «Почётный донор» носили 1 464 000 жителей УССР..)
Почётным донорам общества Красного креста выплат и льгот в России не предусмотрено, так как для получения этого звания достаточно было сдать кровь 25 раз.

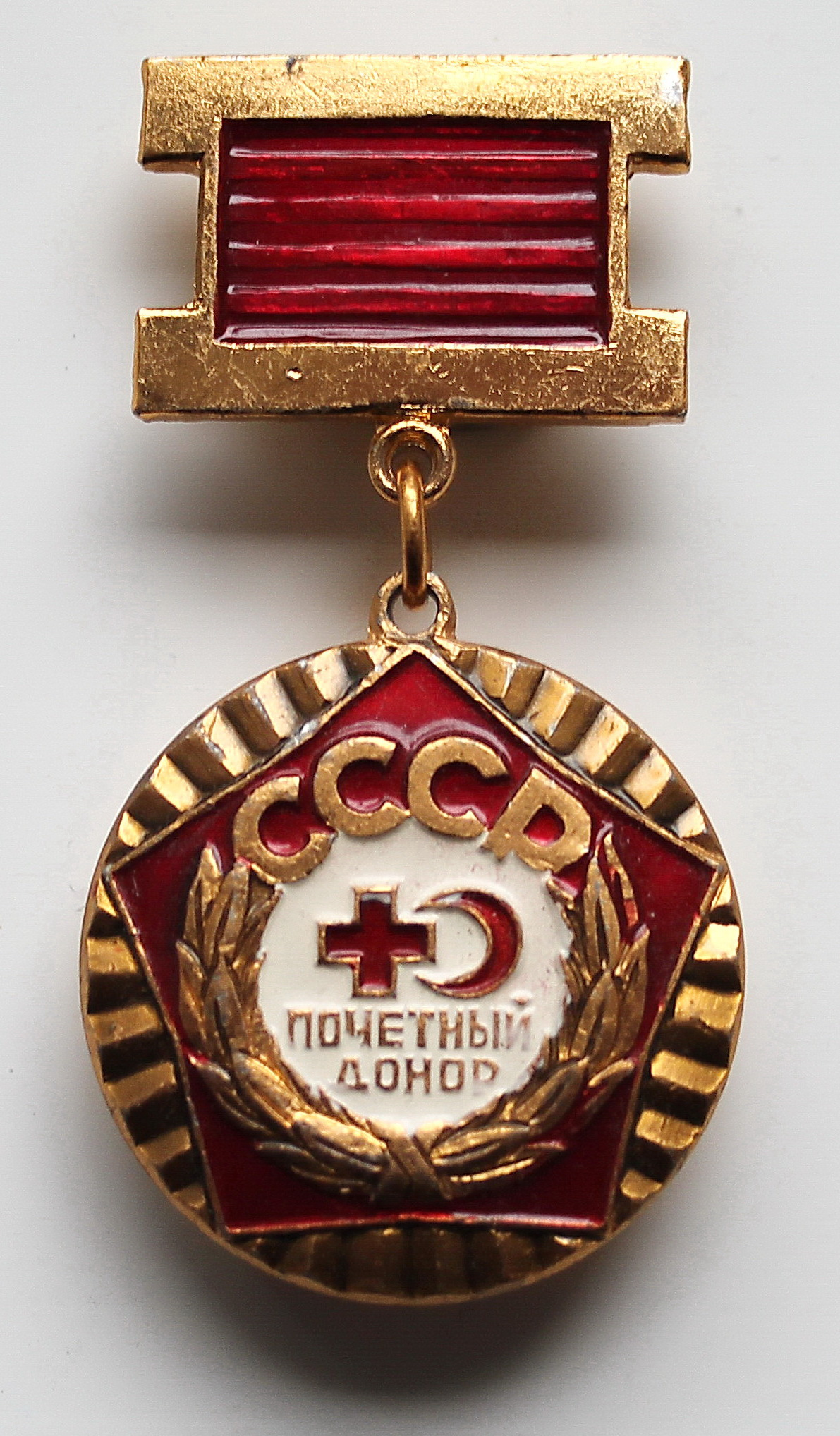
почётный донор СССР, знак с 1983 по 1991
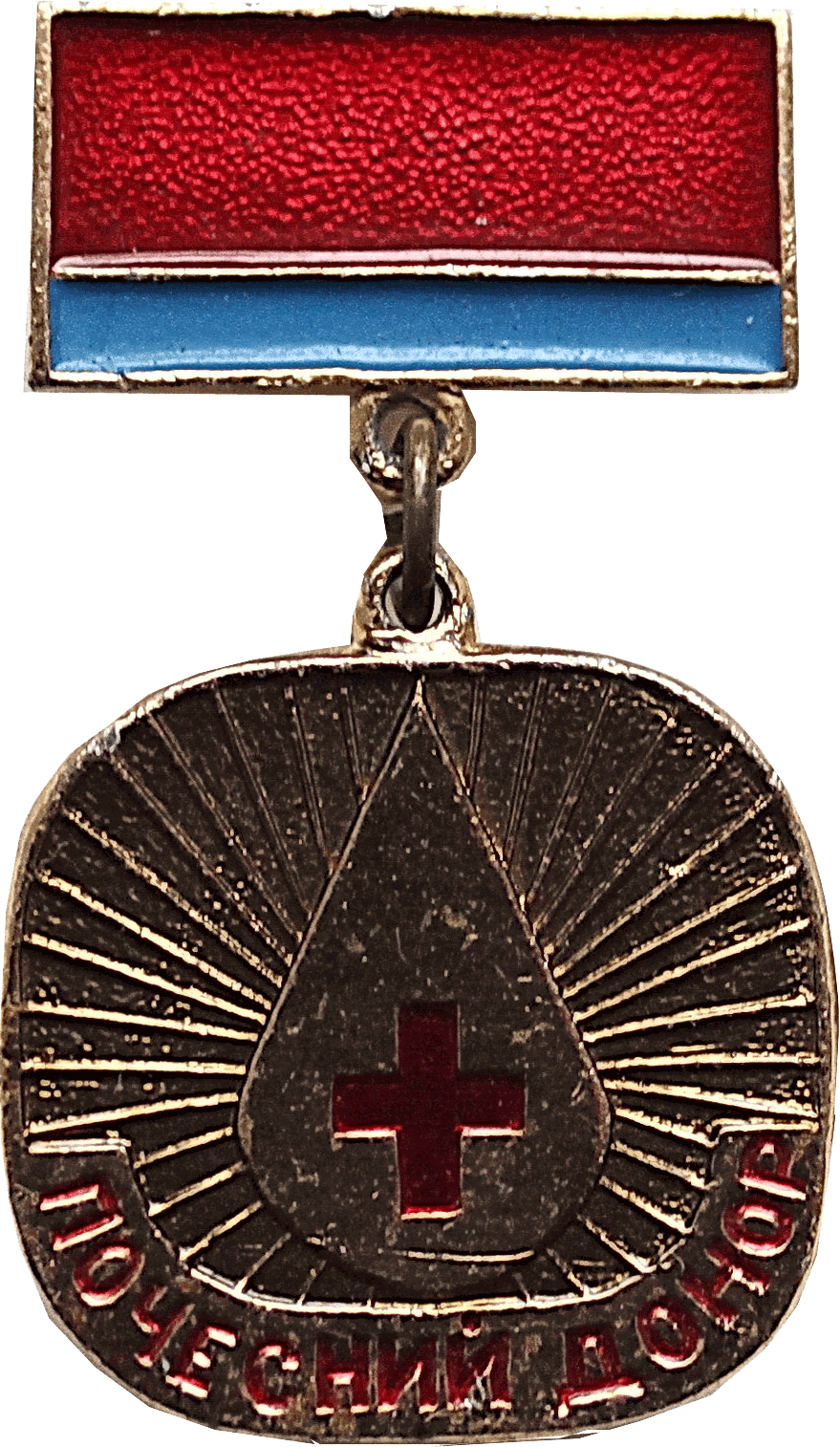
Почётный донор Общество красного креста УССР
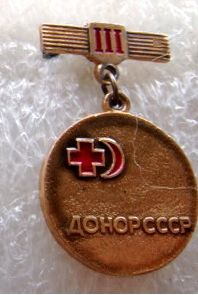
Почётный донор СССР 3 степени (1983 - 1991)

## В филателии

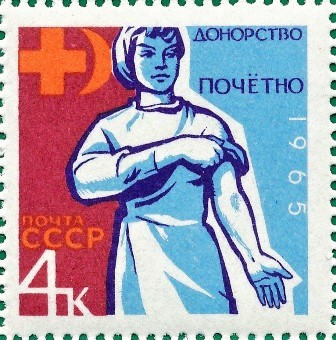
Почтовая марка СССР. 1965. Донорство в СССР. Донор. Номер в каталоге ЦФА 3157
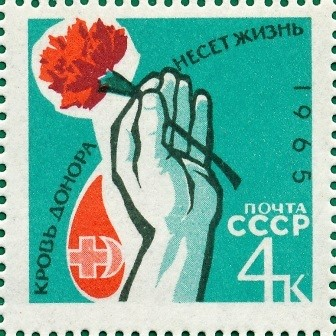
Почтовая марка СССР. 1965. Донорство в СССР. Эмблема донорства. Номер в каталоге ЦФА 3156